# フランツ・パッヒャー

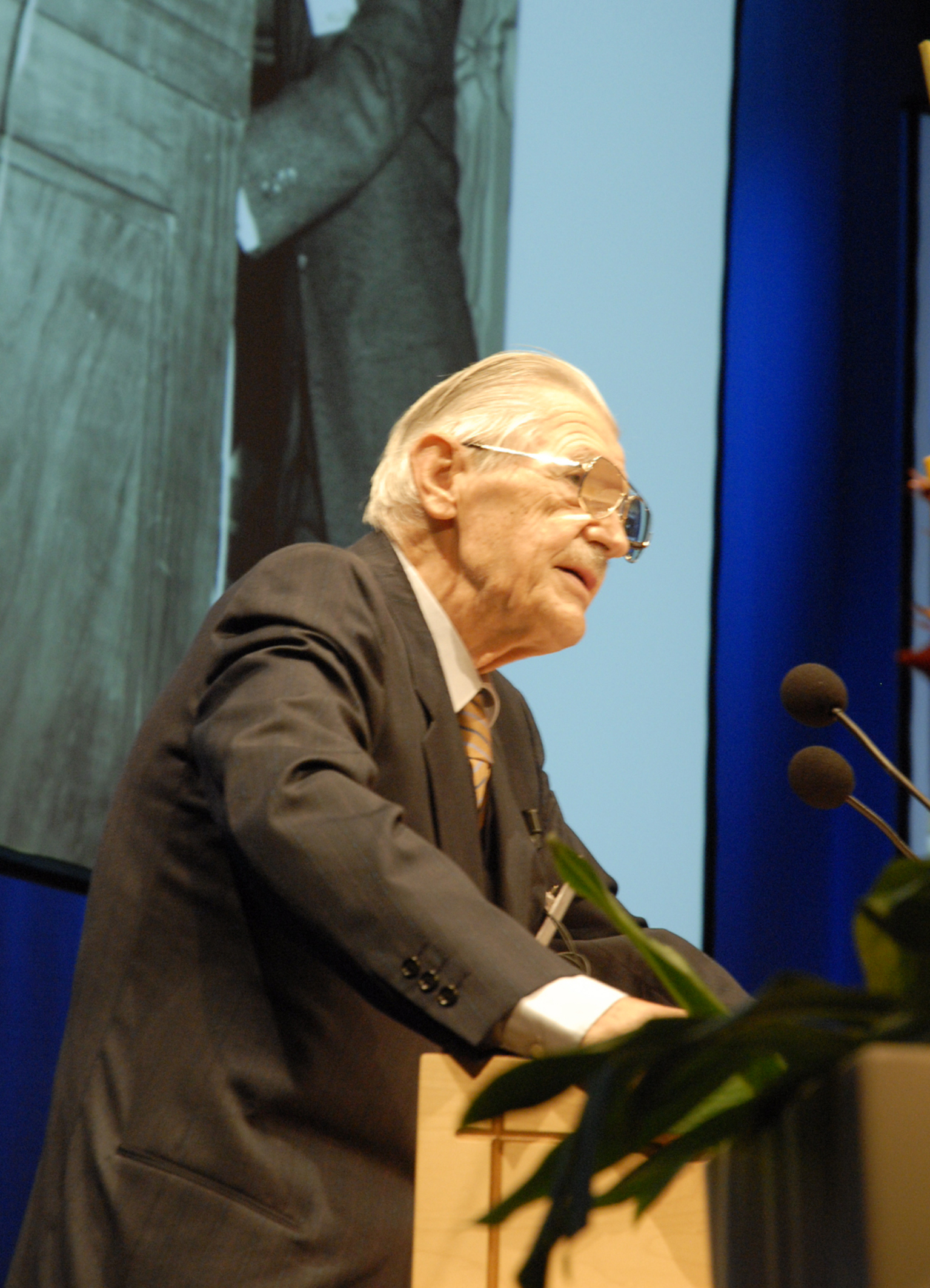
オーストリアのザルツブルクで開催されたGeomechanik Kolloquium 2008での フランツ・パッヒャー

フランツ・パッヒャー(Franz Pacher、1919年4月28日 - 2018年3月3日、現在のチェコ共和国、プロストジェドニ・スチャーで生まれ、オーストリアのザルツブルクで死去）はオーストリアの土木技術者であり、現代のトンネル掘削技術の先駆者である。新オーストリア トンネル工法(NATM) の開発者とされている 3人のうちの1 人である。
晩年は、オーストリア国内のトンネル工事の9割近くを手掛けた。

## 生い立ちと学歴
グラーツ高等学校を卒業後、グラーツ工科大学で土木工学を学び、1943年に卒業した。

## 経歴
1945年まで水工土木学分野の研究助手としてグラーツ工科大学に残った。1946年から1952年まで、発電所の建設現場で設計技術者および現場管理者として働いた。この期間中に、岩盤力学とトンネル工事に初めて出会うことになった。
1952年、レオポルド・ミュラーの地盤工学・トンネル建設技術事務所に就職。1957年にミュラーの共同経営者となり、1966年には単独経営となった。この間、パッヒャーとミュラーは岩盤工学を大きく発展させ、1960年代半ばに近代的なトンネル工事の時代の到来を告げることになった。
1975年以前の数年間の、ラディスラウス・フォン・ラブチェヴィッチ教授との共同研究が、トンネルの設計・建設技術の発展に重要な役割を果たした。
1983年、パッヒャーは岩盤力学とトンネル工事の会社をIngenieurgemeinschaft für Geotechnik und Tunnelbau（頭文字をとってIGT）社、つまり地盤工学とトンネル工事のためのエンジニアリンググループに転換した。

### 設計・関与した工事
パッヒャーは、ドイツで初めて吹付けコンクリートの原理で建設されたトンネルである、ヴァイブリンゲン - シュヴェービッシュ・ハル - ヘッセンタール鉄道線のシュヴァイクハイムトンネル建設に携わった。また、ミュンヘンやウィーンの地下鉄の計画にも携わり、建設時にはコンサルタントを務めた。
1968年から1975年にかけて、ザルツブルク州のタウエルン道路トンネルとその近くのカッチベルクトンネルの工事を担当した。1981年から1985年まで、ハノーファーとヴュルツブルクを結ぶドイツ国鉄の新路線建設でトンネル工事を担当し、ラントリュッケントンネルを建設。また、シュタイアーマルク州のヒルツマンシュペレ発電所、チロル州のデュラッハダム、ロイテの織物工場用タービンプラントなどの建設にも携わった。
レオポルド・ミュラーに雇われていた時、ヴァイオントダムのアンカーリングのモニターも手伝った。

### 理論面での貢献
パッヒャーの学問的理論的功績は、不連続面の平面的・体積的割合や地盤反力曲線の定義など、基礎研究の分野で特に顕著である。1964年の出版物では、初めて、地圧とトンネル支保工の荷重の相互作用を予測し、グラフ化する方法（Pacher-Fenner曲線）を示した。これは、変形の測定に基づくもので、収束拘束法の開発につながった。2009年、この表現を拡張し、地圧と変形の両方の時間依存性を示す図を作成した。

### 教育活動
1966年から 1987年まで、ミュンヘン工科大学で岩盤力学についての講義を行い、1979年から 1983年まで、ウィーン工科大学で応用岩盤力学の講師を務めた。

### その他の専門的活動
1975年から1987年まで、交通・道路研究協会のトンネル工事作業委員会の委員長を務め、多くの講演を行い、専門誌に多くの論文を書いた。

## 公的委員会での活動
1969年から1999年まで、オーストリア連邦農林環境水管理省のダム監視小委員会の委員を務める。1966年から1988年まで、オーストリア連邦農林環境水管理省貯水池委員会にて岩盤力学の専門委員を務める。
1984年以降、オーストリア連邦経済省の道路研究諮問委員会の委員。1962年に国際岩の力学会(ISRM)、1968年にオーストリア地盤力学会のそれぞれ創設メンバーとして組織を立ち上げ、1975年から 1981年まで、後者の組織の会長を務めた。

## 受賞・栄典
- 1975年、カールスルーエ工科大学土木工学および測量学部から名誉博士号。
- 1977年、ミュンヘン工科大学の土木工学および測量学科の名誉教授に任命。
- 1979年、プロのタイトル「Baurätin honoris causa（Baurat h.c.）」を授与される。
- 1994年、ザルツブルク州名誉黄金勲章を受賞[3][1]。